# Uidànovo
Uidànovo (en rus: Уйданово) és un poble de l'óblast de Tomsk, a Rússia, que el 2015 tenia 180 habitants.